# Keller (Virginie)
Pour les articles homonymes, voir Keller.
Keller est une municipalité américaine située dans le comté d'Accomack en Virginie.
Selon le recensement de 2010, Keller compte 178 habitants. La municipalité s'étend alors sur une superficie de 0,36 mille carré (0,93 km2).
La localité se développe autour de la voie ferrée du New York, Pennsylvania and Norfolk Railroad qui traverse l'Eastern Shore de Virginie à partir des années 1880. D'abord appelée Pungoteague Station, elle est renommée en l'honneur de l'un des constructeurs du chemin de fer.